# Fonds de l'OPEP pour le développement international
Le Fonds OPEP pour le développement international (OFID) est l’institution intergouvernementale de financement du développement fondée en 1976 par les États membres de l'Organisation des pays exportateurs de pétrole (OPEP). L'OFID a vu le jour lors de la conférence des souverains et chefs d’État des pays membres de l'OPEP tenue à Alger (Algérie) en mars 1975. Une déclaration solennelle de la conférence avait « réaffirmé la solidarité naturelle qui unit les pays de l’OPEP avec d’autres pays en développement dans leur lutte contre le sous-développement, » et demandé que des mesures soient prises afin de renforcer la coopération entre ces pays.
L'objectif de l'OFID est de renforcer la coopération financière entre les pays membres de l'OPEP et d’autres pays en développement, en apportant à ces derniers le soutien financier nécessaire à leur développement socio-économique. il constitue en particulier un véhicule important de la coopération arabo-africaine. L’institution a pour mission première de favoriser le Partenariat Sud-Sud avec d’autres pays en développement du monde entier dans le but d’éradiquer la pauvreté. Le siège de l'OFID se trouve à Vienne (Autriche). Le Directeur-général actuel est Dr Abdulhamid Alkhalifa d'Arabie saoudite. Il effectue son troisième mandat à la tête de l'OFID, ayant été réélu à l’unanimité par l’instance suprême de l’institution, le Conseil ministériel, en juin 2013.

## Siège de l’OFID

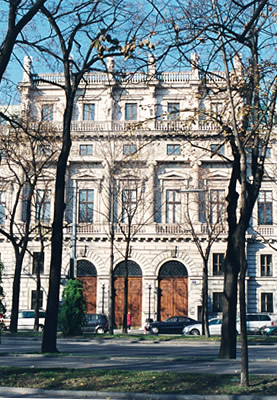
Siège de l’OFID, Vienne (Autriche).

Le Siège de l’OFID  (situé dans le premier arrondissement de Vienne, sur la Ringstraße) était le palais résidentiel de l'Archiduc Guillaume François Charles d’Autriche. Construit entre 1864 et 1868 d’après les plans de l'architecte Theophil von Hansen, le palais fut vendu à l’ordre des Chevaliers teutoniques (ordre Teutonique) en 1870 et utilisé comme siège du Grand maître, le dernier étant l'archiduc Eugène. À partir de 1894, il servit de palais à la fois au Grand maître et maître d’Allemagne, acquérant le nom de Palais Deutschmeister. En 1938, après la dissolution de l’ordre des Chevaliers teutoniques, le bâtiment fut confisqué par l'Allemagne Nazie, en 1942, remis aux autorités policières. Entre 1945 et 1975, il servit de siège à la police de Vienne. Après une période d’inoccupation, le bâtiment devint la propriété de l'OFID.

## Histoire
À la suite du premier Sommet de l'OPEP tenu à Alger (Algérie), en 1975, les pays membres ont fait part de leur détermination à aider les pays en développement grâce à un mécanisme de financement collectif. Ainsi, en 1976, les ministres des finances des pays membres se sont réunis et ont mis en place le Fonds spécial de l'OPEP, par l’intermédiaire duquel les pays membres achemineraient l’aide aux pays en développement. Le Fonds spécial de l'OPEP a démarré ses opérations en 1976, avec un capital initial d’environ 800 millions de dollars. À la fin de 1977, il avait accordé 71 prêts à 58 pays en développement, et avait acheminé des dons provenant de ses pays membres vers d’autres institutions de développement, dont le Fonds fiduciaire du Fonds monétaire international (FMI) et le Fonds international de développement agricole (FIDA).
Compte tenu du succès obtenu, les pays membres décidèrent en 1980 de transformer ce mécanisme temporaire en une entité juridique permanente appelée Fonds OPEP pour le développement international, il devint un organisme permanent pour le développement international en mai 1980.

## Pays membres
L'OFID compte 13 pays membres :
- Algérie
- Arabie saoudite
- Émirats arabes unis
- Équateur
- Gabon
- Indonésie
- Iran
- Iraq
- Koweït
- Libye
- Nigeria
- Qatar
- Venezuela

L'Équateur a rétabli son adhésion en juin 2014 après 22 ans d’absence.

## Moyens
L'OFID apporte son concours financier de diverses manières, la répartition entre les différents types d’aide variant au fil du temps à mesure que les conditions régnant dans les pays bénéficiaires évoluent et que les besoins changent. Les modes de financement consistent à : 
- Consentir une aide financière à des conditions de faveur sous forme de prêts destinés à l'exécution de projets et programmes de développement, au soutien de la balance des paiements et au financement du commerce
- Financer des activités du secteur privé dans des pays en développement
- Octroyer des dons à l'appui de l’assistance technique, de l'aide alimentaire, de la recherche et des activités similaires, ainsi que de la fourniture de secours humanitaires d’urgence
- Contribuer aux ressources d’autres institutions de développement dont les travaux profitent aux pays en développement
- Servir aux pays membres de l'OPEP d’agent sur la scène financière internationale chaque fois qu’une action collective est jugée nécessaire.

## Ressources
Les ressources de l’OFID proviennent de contributions volontaires versées par ses pays membres et des réserves accumulées grâce à ses diverses opérations. Une reconstitution à hauteur de 1 milliard de dollars a été approuvée en juin 2011 par l’instance suprême de l’institution, le Conseil ministériel, en réponse directe aux besoins croissants des pays en développement et aux effets négatifs de la crise financière sur leurs économies.

## Bénéficiaires
Tous les pays en développement peuvent, en principe, prétendre à l’assistance de l'OFID, bien que les pays les moins avancés soient largement prioritaires et aient reçu, à ce jour, plus de la moitié des engagements cumulés de l’institution. L'OFID accorde également son aide à des institutions internationales dont les activités profitent aux pays en développement. Les pays membres de l'OFID ne peuvent pas bénéficier d’une assistance, sauf en cas de catastrophe naturelle ou dans le cadre d’un programme régional. Au fil des années, l'OFID a étendu sa présence dans 134 pays, dont 53 se trouvent en Afrique, 31 en Amérique latine et dans les Caraïbes, 43 en Asie et 7 en Europe.

## Opérations

### Domaines prioritaires[7]
- Agriculture : Les fonds ont contribué à stimuler la production végétale et animale, ainsi qu’à améliorer les infrastructures rurales, telles que les systèmes d’irrigation et les installations de stockage du fourrage. Un appui a également été fourni pour aider à promouvoir la recherche agricole.

- Éducation : Le financement de l'OFID a permis de construire et de remettre en état des écoles, d’acheter des équipements et du matériel pédagogique, ainsi que de former des enseignants. L'OFID a aussi parrainé la participation de ressortissants de pays en développement à divers conférences et ateliers.

- Énergie : En tant qu’un des principaux partenaires de l’initiative des Nations unies Énergie durable pour tous, l'OFID a appuyé des projets énergétiques allant de la fourniture d’infrastructures et d’équipements à la recherche et la création de capacités.

- Finance : L'appui à ce secteur a consisté principalement en l’affectation de fonds aux micro, petites et moyennes entreprises (MPME) via des intermédiaires financiers tels que des banques nationales et régionales de développement, des banques commerciales et des sociétés de crédit-bail.

- Santé : Le soutien a porté sur la construction et la modernisation d’hôpitaux, de dispensaires et autres infrastructures. Un appui au renforcement des capacités et aux programmes de soins de santé primaires a aussi été fourni. L'OFID joue également un rôle actif dans la lutte mondiale contre le VIH/SIDA grâce à un programme spécial de dons.

- Industrie : Le financement de l'OFID a profité à tous les sous-secteurs, notamment les matériaux de construction, l’acier, les engrais et les produits chimiques.

- Multisectoriel : Ce domaine inclut des opérations qui recouvrent plus d’un secteur et appuie souvent les activités des Fonds d’investissement social, dont les projets sont habituellement induits par la demande au niveau local et comportent un fort élément de participation communautaire.

- Télécommunications : La plus grande partie du financement en faveur de ce secteur a été accordée au titre de la facilité pour le secteur privé de l'OFID, avec des fonds alloués à des opérateurs de réseaux mobiles en Afrique et en Asie.

- Transports : L'OFID n’a eu de cesse d’apporter un soutien important à ce secteur, allant de la construction et de la réfection de routes, ports maritimes et aéroports aux chemins de fer, voies navigables intérieures et systèmes urbains de transport en commun.

- Eau et assainissement : L'OFID a contribué à financer une vaste gamme d’opérations visant à fournir de l’eau potable salubre et des réseaux d’assainissement sûrs. Cela va de grands projets de stockage, de traitement et de distribution de l’eau à des pompes villageoises et latrines scolaires, en passant par des programmes permettant d’optimiser l’utilisation de l’eau dans les régions arides.

## Initiative Énergie au service des pauvres (ESP)
L’initiative de l'OFID Énergie au service des pauvres (ESP) est issue de la déclaration solennelle du troisième sommet de l'OPEP, qui s’est tenu à Ryad en novembre 2007. Cette déclaration appelait à faire de l’éradication complète de la pauvreté énergétique une priorité mondiale et enjoignait à l'OFID d’intensifier ses efforts pour atteindre cet objectif. L'ESP a été lancée par le roi Abdullah bin Abdul Aziz d’Arabie saoudite en juin 2008 et a ensuite été adoptée par l'OFID comme programme phare.
Depuis 2008, l'OFID a œuvré sans relâche pour propulser la question de la pauvreté énergétique en tête de l’ordre du jour mondial, et a contribué à ce que l’éradication de la pauvreté énergétique soit reconnue universellement comme l’« objectif manquant » du Millénaire pour le développement.
En juin 2012, les pays membres de l'OFID ont publié une Déclaration ministérielle sur la pauvreté énergétique et consacré un montant minimum renouvelable de 1 milliard de dollars au financement de l'ESP. L'OFID accroît le volume de ses opérations dans le secteur énergétique en conséquence, en collaboration avec toutes les parties prenantes concernées.

## L'OFID et l’initiative des Nations Unies Énergie durable pour tous (SE4All)
Grâce à ses efforts de plaidoyer de haut niveau, l'OFID est devenu un partenaire clé de l’Énergie durable pour tous (SE4All), qui poursuit trois objectifs: garantir l’accès universel à l’énergie durable, doubler l’efficacité énergétique et doubler la part des énergies renouvelables, le tout d’ici à 2030. L’OFID considère que sa propre initiative ESP est complémentaire des objectifs de SE4All. En 2011, le Directeur-général de l’OFID, M. Suleiman Jasir Al-Herbish, a été invité à rejoindre le Groupe de haut niveau sur SE4All créé par le Secrétaire général des Nations unies, groupe qui était chargé d’élaborer le programme d’action mondial présenté au Sommet Rio+20 de 2012.

## Mécanismes financiers

### Opérations en faveur du secteur public
Les prêts au secteur public constituent le pilier central des opérations de l'OFID, représentant plus des deux tiers du total des engagements cumulés. Ces opérations sont exécutées en coopération directe avec les gouvernements des pays partenaires à l’appui de leurs stratégies nationales de développement. Les prêts consentis par l'OFID au secteur public sont des prêts concessionnels, à faible taux d’intérêt assortis de longs délais de remboursement. Les conditions de prêt sont fonction de plusieurs facteurs, notamment le revenu national brut (RNB) par habitant de chaque pays partenaire. La contribution de l'OFID à l’Initiative en faveur des pays pauvres très endettés (PPTE) entre également dans le cadre du secteur public.

### Opérations en faveur du secteur privé
La Facilité pour le secteur privé (FSP) a été créée en 1998 pour répondre à la demande croissante des pays partenaires en investissements dans des entreprises privées, qui sont de plus en plus considérées comme le moteur de la croissance économique et sociale. La facilité est un guichet de financement orienté vers le marché qui répond à la demande de financement des pays en développement à l’appui de leurs stratégies de développement du secteur privé. La FSP cherche à promouvoir le développement économique en encourageant la croissance des entreprises privées productives dans les pays en développement et en dynamisant les marchés locaux de capitaux. Des interventions réussies stimulent la croissance économique, en créant des emplois et en générant des revenus, et, partant, réduisent la pauvreté.

### Facilité de financement du commerce
La Facilité de financement du commerce de l'OFID (FFC) a été créée en 2006 en vue de renforcer les moyens dont dispose l'OFID pour réduire la pauvreté et promouvoir le développement économique. C’est un guichet supplémentaire distinct destiné à soutenir les pays en développement admissibles dans leurs efforts pour parvenir à la croissance et à la prospérité. La facilité cible des opérations qui sont respectueuses du développement, de l’environnement et de l’équité sociale, en appliquant des politiques de crédit conformes aux pratiques courantes et en établissant des objectifs raisonnables de rendement axés sur le marché. Le financement octroyé au titre de la FFC a servi à soutenir l’importation/l’exportation de toute une gamme de biens/secteurs, dont le pétrole, le coton, l’acier, les produits alimentaires stratégiques, les textiles et les biens d’équipement. 

### Dons
Les dons  sont accordés essentiellement en fonction du type de projet et des résultats attendus, du nombre de bénéficiaires et de la situation socio-économique du pays récepteur. Le Programme de dons comprend les sous-programmes suivants:
- Assistance technique: Destinés à des projets de développement nationaux et régionaux qui visent à promouvoir le développement durable et à réduire la pauvreté. Ils couvrent une large gamme de secteurs de développement, un rang de priorité élevé étant accordé aux femmes et aux enfants.

- Recherche et activités similaires: Soutient des activités qui permettent d’intensifier la coopération Sud-Sud et Nord-Sud, en particulier dans les domaines de l’échange de savoir-faire et du renforcement des capacités, notamment du développement des ressources humaines.

- Aide d’urgence: Contribuer à soulager les souffrances des victimes de catastrophes - y compris celles qui ont lieu dans des États membres de l'OFID. L’aide est acheminée par l’intermédiaire d’organismes de secours spécialisés.

- Programme spécial de santé: Depuis 2002, l'OFID a joué un rôle actif dans la lutte mondiale contre le VIH/SIDA, mais les efforts se concentrent désormais sur d’autres maladies évitables, notamment la tuberculose, le paludisme et les maladies véhiculées par l’eau. Sont également ciblées des maladies non transmissibles (MNT) telles que le cancer, le diabète et les maladies cardiaques, qui sont plus répandues dans les pays en développement pauvres.

- Programme de dons en faveur de la Palestine: Ce programme soutient des opérations axées sur le développement durable en Cisjordanie et dans Gaza, ainsi que des actions de secours humanitaire en temps de crise. Il répond aussi aux besoins des camps de réfugiés dans les pays voisins.

- Pauvreté énergétique: Le portefeuille Énergie accompagne l’initiative phare de l'OFID, « Énergie au service des pauvres », et met l’accent sur la fourniture de solutions novatrices à moyenne et petite échelle pour lutter contre la précarité énergétique, principalement en faveur des collectivités rurales non raccordées au réseau.

- Aide alimentaire

## Contributions versées à d’autres organisations[12]

### Fonds commun pour les produits de base (CFC)
Le Fonds commun pour les produits de base (CFC) est une institution financière intergouvernementale autonome créée dans le cadre des Nations unies. Depuis 1981, l'OFID apporte son appui au CFC, ayant débloqué un total de 83,6 millions de dollars en soutien à l’institution. Le Premier Compte d’un montant de 37,2 millions de dollars des États-Unis a permis à 38 pays membres figurant parmi les moins avancés de verser leurs souscriptions au capital du premier Compte du CFC. À la fin de 2014, l'OFID avait signé des accords avec 37 de ces pays.
Dans le cadre du soutien financier et au titre du Deuxième Compte totalisant 46,4 millions de dollars, un montant de 37,9 millions de dollars a été engagé à l’appui de 57 projets portant sur des produits de base dans 52 pays : 32 en Afrique, six en Amérique latine et 14 en Asie. Les projets éligibles à un soutien financier sont centrés sur les produits de base couvrant la chaîne de valeur depuis la production jusqu’à la consommation et bénéficiant aux pauvres.

### Fonds international de développement agricole(FIDA)
L'OFID a joué un rôle important dans la création du FIDA, acheminant des contributions des pays membres de l'OPEP d’un montant de 861,1 millions de dollars au titre du capital initial de l’institution et de la première reconstitution des ressources. Depuis la création du FIDA, les États Membres de l'OPEP n’ont cessé d’apporter un vigoureux soutien à cette institution, contribuant aux reconstitutions successives de ses ressources. En outre, l'OFID lui-même a accordé 20 millions de dollars supplémentaires à titre de contribution spéciale sur ses propres ressources.

### Fonds fiduciaire du Fonds monétaire international (FMI)
Par l’intermédiaire de l'OFID, des ressources financières d’une valeur de 110 millions de dollars ont été transférées par un certain nombre d’États membres de l'OPEP au Fonds fiduciaire créé en mai 1976 et administré par le FMI. Représentant les bénéfices réalisés par sept de ces pays sur les ventes d’or détenues pour leur compte par le FMI, ces ressources ont servi à accorder, à des conditions de faveur, des prêts de soutien à la balance des paiements à des pays à faible revenu membres du FMI remplissant les conditions requises.